# Dodona (gmina)
Dodona (gr. Δήμος Δωδώνης, Dimos Dodonis) – gmina w Grecji, w administracji zdecentralizowanej Epir-Macedonia Zachodnia, w regionie Epir, w jednostce regionalnej Janina. W 2011 roku liczyła 9693 mieszkańców. Powstała 1 stycznia 2011 roku w wyniku połączenia dotychczasowych gmin: Dodona, Laka Suliu, Ajos Dimitrios i Seli. Siedzibą gminy jest Ajia Kiriaki.